# Campagna antincendio boschivo

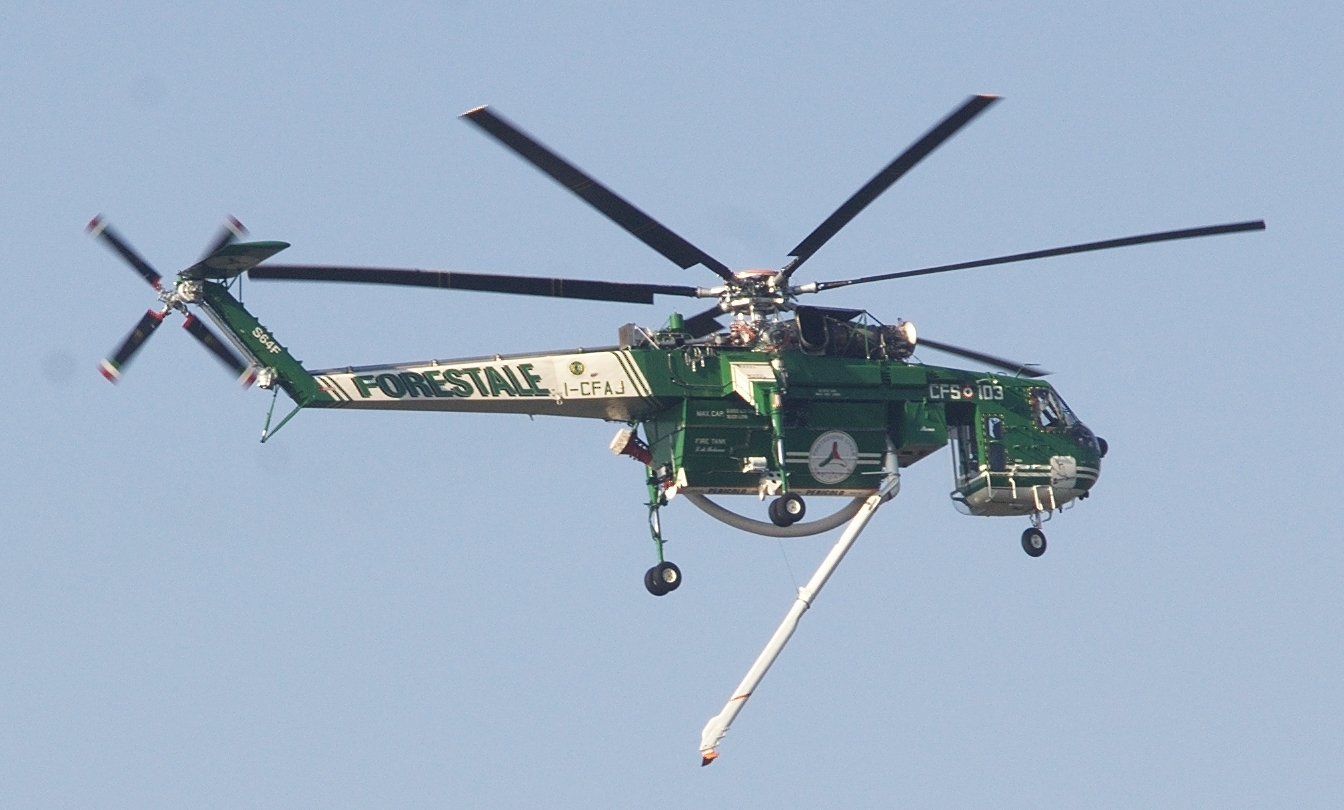
Un S64 ex Corpo forestale dello Stato

La campagna antincendio boschivo, o campagna AIB, inizia il 15 giugno e si conclude il 30 settembre, il periodo di massima pericolosità per gli incendi boschivi ed il periodo di attivazione massima per il sistema antincendio boschivo: è indetta dal Dipartimento della protezione civile soprattutto per le regioni meridionali e le isole dove il rischio di incendi boschivi è maggiormente elevato.
La campagna ha inizio con le "Raccomandazioni per un più efficace contrasto agli incendi boschivi, di interfaccia e ai rischi conseguenti" da parte del presidente del Consiglio fornite alle regioni, alle province autonome e ai ministeri interessati, per adottare tutte le iniziative necessarie a prevenire e fronteggiare il fenomeno. Nel documento sono richiamati i compiti, le responsabilità e le iniziative che i diversi enti e amministrazioni devono assumere per un’efficace azione e coordinamento delle forze in campo.
Successivamente viene pubblicato il documento Concorso della flotta aerea dello stato nella lotta attiva agli incendi boschivi - Disposizioni e procedure rinnovato annualmente, importante per l'attivazione della flotta aerea da parte delle SOUP e dei direttori delle operazioni di spegnimento.

## Flotta aerea dello stato
Durante la campagna AIB lo stato attiva la massima flotta aerea: (in inverno sono presenti solamente 6 Candair CL-415 e due SF64)
- 14 Canadair CL-415 appartenenti al Corpo nazionale dei vigili del fuoco (gestore Babcock MCS) + 2 Candair CL-415 utilizzati in progetto BUFFER - EU[3]
- 4 S64 (ex Corpo forestale dello Stato) appartenenti al Corpo nazionale dei vigili del fuoco
- 4 AB-412 appartenenti al Corpo nazionale dei vigili del fuoco
- 2 AB-212 appartenenti alla Marina Militare
- 1 AB-205 appartenente all'Esercito Italiano
- 1 CH-47 appartenente all'Esercito Italiano

## Basi operative
Le basi operative della flotta aerea statale sono: Genova, Ciampino, Lamezia Terme, Olbia, Trapani per i Canadair e Capodichino e Comiso per gli S64.